# Kirgizië op de Olympische Zomerspelen 2020
Kirgizië nam deel aan de Olympische Zomerspelen 2020 in Tokio, Japan.

## Medailleoverzicht
| Medaille | Naam                 | Sport     | Onderdeel                | Datum      |
| -------- | -------------------- | --------- | ------------------------ | ---------- |
| Zilver   | Akzjol Machmoedov    | WOrstelen | -77kg Grieks-Romeins (m) | 3 augustus |
| Zilver   | Aisuluu Tynybekova   | WOrstelen | -62kg vrije stijl (v)    | 4 augustus |
|          |                      |           |                          |            |
| Brons    | Meerim Zhumanazarova | Worstelen | -68kg (v)                | 3 augustus |

## Atleten
| sport         | mannen | vrouwen | totaal |
| ------------- | ------ | ------- | ------ |
| Atletiek      | 1      | 2       | 3      |
| Gewichtheffen | 1      | 0       | 1      |
| Judo          | 1      | 0       | 1      |
| Schermen      | 1      | 0       | 1      |
| Schietsport   | 0      | 1       | 1      |
| Worstelen     | 6      | 3       | 9      |
| Zwemmen       | 1      | 0       | 1      |
| totaal        | 11     | 6       | 17     |

## Sporten

### Atletiek
Mannen
Loopnummers
| atleet                | onderdeel | series   | series | kwartfinale | kwartfinale | halve finale | halve finale | finale         | finale         |
| atleet                | onderdeel | tijd     | rang   | tijd        | rang        | tijd         | rang         | tijd           | rang           |
| --------------------- | --------- | -------- | ------ | ----------- | ----------- | ------------ | ------------ | -------------- | -------------- |
| Nursultan Keneshbekov | 5000 m    | 14.07,79 | 18     | n.v.t.      | n.v.t.      | n.v.t.       | n.v.t.       | niet geplaatst | niet geplaatst |

Vrouwen
Loopnummers
| atlete          | onderdeel | series | series | kwartfinale | kwartfinale | halve finale | halve finale | finale  | finale |
| atlete          | onderdeel | tijd   | rang   | tijd        | rang        | tijd         | rang         | tijd    | rang   |
| --------------- | --------- | ------ | ------ | ----------- | ----------- | ------------ | ------------ | ------- | ------ |
| Iuliia Andreeva | marathon  | n.v.t. | n.v.t. | n.v.t.      | n.v.t.      | n.v.t.       | n.v.t.       | DNS     | DNS    |
| Darya Maslova   | marathon  | n.v.t. | n.v.t. | n.v.t.      | n.v.t.      | n.v.t.       | n.v.t.       | 2:35.35 | 36     |

### Gewichtheffen
Mannen
| atlete               | onderdeel | trekken | trekken | stoten | stoten | totaal | rang |
| atlete               | onderdeel | score   | rang    | score  | rang   | totaal | rang |
| -------------------- | --------- | ------- | ------- | ------ | ------ | ------ | ---- |
| Bekdoolot Rasulbekov | -96 kg    | 166     | 8       | 208    | 5      | 374    | 6    |

### Judo
Mannen
| atleet          | onderdeel | eerste ronde         | tweede ronde         | derde ronde          | kwartfinale          | halve finale         | herkansing           | finale / BM          | finale / BM    |
| atleet          | onderdeel | tegenstander uitslag | tegenstander uitslag | tegenstander uitslag | tegenstander uitslag | tegenstander uitslag | tegenstander uitslag | tegenstander uitslag | rang           |
| --------------- | --------- | -------------------- | -------------------- | -------------------- | -------------------- | -------------------- | -------------------- | -------------------- | -------------- |
| Vladimir Zoloev | −81 kg    | bye                  | Khubetsov V 00-10    | niet geplaatst       | niet geplaatst       | niet geplaatst       | niet geplaatst       | niet geplaatst       | niet geplaatst |

### Schermen
Mannen
| atleet       | onderdeel | eerste ronde         | tweede ronde            | derde ronde          | kwartfinale          | halve finale         | finale / BM          | finale / BM    |
| atleet       | onderdeel | tegenstander uitslag | tegenstander uitslag    | tegenstander uitslag | tegenstander uitslag | tegenstander uitslag | tegenstander uitslag | rang           |
| ------------ | --------- | -------------------- | ----------------------- | -------------------- | -------------------- | -------------------- | -------------------- | -------------- |
| Roman Petrov | degen     | Ma S-g W 15 - 7      | Masaru Yamada V 13 - 15 | niet geplaatst       | niet geplaatst       | niet geplaatst       | niet geplaatst       | niet geplaatst |

### Schietsport
Vrouwen
| atlete                 | onderdeel        | kwalificaties | kwalificaties | finale         | finale         |
| atlete                 | onderdeel        | punten        | rang          | punten         | rang           |
| ---------------------- | ---------------- | ------------- | ------------- | -------------- | -------------- |
| Kanykei Kubanychbekova | 10 m luchtgeweer | 612,8         | 48            | niet geplaatst | niet geplaatst |

### Worstelen

#### Grieks-Romeins
Mannen
| atleet                 | onderdeel | eerste ronde         | kwartfinale          | halve finale         | herkansing           | finale / BM          | finale / BM |
| atleet                 | onderdeel | tegenstander uitslag | tegenstander uitslag | tegenstander uitslag | tegenstander uitslag | tegenstander uitslag | rang        |
| ---------------------- | --------- | -------------------- | -------------------- | -------------------- | -------------------- | -------------------- | ----------- |
| Zholaman Sharshenbekov | −60 kg    | Ainagulov W 4 - 0    | Ciobanu V 0 - 4      | niet geplaatst       | niet geplaatst       | niet geplaatst       | 7           |
| Akzjol Machmoedov      | −77 kg    | Maafi W 4 - 0        | Huseynov W 4 - 1     | Chalyan W 3 - 1      | bye                  | T Lőrincz V 1 - 3    | Zilver      |
| Atabek Azisbekov       | −87 kg    | V Lőrincz V 1 - 3    | niet geplaatst       | niet geplaatst       | Kudla V 1 - 4        | niet geplaatst       | 10          |
| Uzur Dzhuzupbekov      | −97 kg    | Aleksanjan V 1 - 3   | niet geplaatst       | niet geplaatst       | Savolainen V 1 - 3   | niet geplaatst       | 10          |

#### Vrije stijl
Mannen
| atleet             | onderdeel | eerste ronde         | kwartfinale          | halve finale         | herkansing           | finale / BM          | finale / BM |
| atleet             | onderdeel | tegenstander uitslag | tegenstander uitslag | tegenstander uitslag | tegenstander uitslag | tegenstander uitslag | rang        |
| ------------------ | --------- | -------------------- | -------------------- | -------------------- | -------------------- | -------------------- | ----------- |
| Ernazar Akmataliev | −65 kg    | Punia V 1 - 3        | niet geplaatst       | niet geplaatst       | niet geplaatst       | niet geplaatst       | 11          |
| Aiaal Lazarev      | −125 kg   | Steveson V 0 - 4     | niet geplaatst       | niet geplaatst       | Akgül V 0 - 3        | niet geplaatst       | 7           |

Vrouwen
| atleet               | onderdeel | eerste ronde         | kwartfinale          | halve finale         | herkansing           | finale / BM            | finale / BM |
| atleet               | onderdeel | tegenstander uitslag | tegenstander uitslag | tegenstander uitslag | tegenstander uitslag | tegenstander uitslag   | rang        |
| -------------------- | --------- | -------------------- | -------------------- | -------------------- | -------------------- | ---------------------- | ----------- |
| Aisuluu Tynybekova   | −62 kg    | Grigorjeva W 3 - 0   | Incze W 5 - 0        | Koljadenko W 4 - 0   | bye                  | Kawai V 1 - 3          | Zilver      |
| Meerim Zhumanazarova | −68 kg    | Hristova W 3 - 1     | Oborududu V 1 - 3    | niet geplaatst       | Manolova W 3 - 1     | Soronzonboldyn W 5 - 0 | Brons       |
| Aiperi Medet Kyzy    | −76 kg    | Syzdykova W 3 - 1    | Vorobieva W 4 - 0    | Gray V 1 - 3         | bye                  | Ader V 0 - 5           | 5           |

### Zwemmen
Mannen
| atleet          | onderdeel        | series  | series | halve finale   | halve finale   | finale         | finale         |
| atleet          | onderdeel        | tijd    | rang   | tijd           | rang           | tijd           | rang           |
| --------------- | ---------------- | ------- | ------ | -------------- | -------------- | -------------- | -------------- |
| Denis Petrashov | 100 m schoolslag | 1.00,23 | 27     | niet geplaatst | niet geplaatst | niet geplaatst | niet geplaatst |
| Denis Petrashov | 200 m schoolslag | 2.10,07 | 18     | niet geplaatst | niet geplaatst | niet geplaatst | niet geplaatst |